# واتارو إيسه
واتارو إيسه (باليابانية: 伊勢 渉) (مواليد 18 يوليو 1996) هو لاعب كرة قدم ياباني.

## وصلات خارجية
- واتارو إيسه على موقع رابطة كرة القدم اليابانية للمحترفين (اليابانية)
- واتارو إيسه على موقع قاعدة بيانات كرة القدم.إي يو (الإنجليزية)
- واتارو إيسه على موقع Soccerway.com (الإنجليزية)